# Renato
Renato,  celým jménem Renato da Cunha Valle, (* 5. prosince 1944 Rio de Janeiro) je bývalý brazilský fotbalový brankář. 

## Fotbalová kariéra
Chytal za CR Flamengo, EC Taubaté, Entrerriense Futebol Clube, Uberlândia Esporte Clube, CA Mineiro, Fluminense FC a Esporte Clube Bahia. Kariéru zakončil ve Spojených arabských emirátech v týmu Al-Ahli Dubai. Brazilskou ligu vyhrál v roce 1971 s CA Mineiro. V poháru osvoboditelů nastoupil ve 2 utkáních. Za brazilskou fotbalovou reprezentaci nastoupil v letech 1973–1974 ve 2 utkáních. Byl členem brazilské reprezentace na Mistrovství světa ve fotbale 1974, ale v utkání nenastoupil. 

## Ligová bilance
| Ročník                               | Zápasy | Góly | Klub                |
| ------------------------------------ | ------ | ---- | ------------------- |
| Campeonato Brasileiro Série A 1964   | 1      | 0    | CR Flamengo         |
| Campeonato Brasileiro Série A 1967   | -      | -    | CR Flamengo         |
| Campeonato Brasileiro Série A 1968   | -      | -    | CR Flamengo         |
| Campeonato Brasileiro Série A 1970   | -      | -    | CA Mineiro          |
| Campeonato Brasileiro Série A 1971   | 27     | 0    | CA Mineiro          |
| Campeonato Brasileiro Série A 1972   | 26     | 0    | CR Flamengo         |
| Campeonato Brasileiro Série A 1973   | 20     | 0    | CR Flamengo         |
| Campeonato Brasileiro Série A 1974   | 6      | 0    | CR Flamengo         |
| Campeonato Brasileiro Série A 1975   | 11     | 0    | CR Flamengo         |
| Campeonato Brasileiro Série A 1976   | 22     | 0    | Fluminense FC       |
| Campeonato Brasileiro Série A 1977   | 12     | 0    | Fluminense FC       |
| Campeonato Brasileiro Série A 1978   | 3      | 0    | Fluminense FC       |
| Campeonato Brasileiro Série A 1979   | -      | -    | Esporte Clube Bahia |
| Campeonato Brasileiro Série A 1980   | -      | -    | Esporte Clube Bahia |
| Campeonato Brasileiro Série A 1981   | -      | -    | Esporte Clube Bahia |
| Campeonato Brasileiro Série A 1982   | -      | -    | Esporte Clube Bahia |
| CELKEM Campeonato Brasileiro Série A | -      | -    |                     |